# Cryphia vegetata
Cryphia vegetata là một loài bướm đêm trong họ Noctuidae.